# Iulian Bursuc
Iulian Bursuc (n. 23 septembrie 1976) este un fost fotbalist internațional moldovean care a evoluat pe postul de mijlocaș. 
Între anii 2002-2005 el a jucat 8 meciuri la echipa națională de fotbal a Republicii Moldova.
Fiul său, Andrei Bursuc, de asemenea este fotbalist și cei doi au fost coechipieri la Sfântul Gheorghe Suruceni, reușind chiar să înscrie ambii câte un gol în același meci. Iar într-o altă perioadă, când Andrei juca la Dacia-2 Buiucani, cei doi au fost adversari într-un meci direct.
În 2011 Iulian Bursuc a fost protagonistul unui incident neplăcut după ce l-a lovit pe arbitrul Ghenadie Sidenco, în timpul unui meci dintre Iskra-Stali Rîbnița și Sfântul Gheorghe Suruceni (scor 3-0) din etapa a 13-a a Diviziei Naționale 2011-2012. Pentru acest fapt el a fost suspendat inițial pentru o perioadă de doi ani, ulterior fiindu-i redus termenul de suspendare la 13 luni.

## Palmares
Dacia Chișinău
- Divizia Națională (1): 2010/2011
- Cupa Moldovei

Finalist: 2009/2010
Tauras Tauragė
- Cupa Lituaniei

Finalist: 2008/2009